# Tomo, Mexiko
Tomo är en ort i Mexiko.   Den ligger i kommunen Culiacán och delstaten Sinaloa, i den västra delen av landet, 1 000 km nordväst om huvudstaden Mexico City. Tomo ligger 170 meter över havet och antalet invånare är 162.
Terrängen runt Tomo är kuperad västerut, men österut är den platt. Tomo ligger nere i en dal. Runt Tomo är det ganska tätbefolkat, med 108 invånare per kvadratkilometer. Närmaste större samhälle är El Tepuche, 17,6 km väster om Tomo. I omgivningarna runt Tomo växer huvudsakligen savannskog.